# Alta Vista (Kansas)
Alta Vista es una ciudad ubicada en el condado de Wabaunsee en el estado estadounidense de Kansas. En el año 2010 tenía una población de 444 habitantes y una densidad poblacional de 493,33 personas por km².

## Geografía
Alta Vista se encuentra ubicada en las coordenadas 38°51′50″N 96°29′21″O / 38.86389, -96.48917 (38.863832, -96.489248).

## Demografía
Según la Oficina del Censo en 2000 los ingresos medios por hogar en la localidad eran de $32,159 y los ingresos medios por familia eran $38,542. Los hombres tenían unos ingresos medios de $29,167 frente a los $20,833 para las mujeres. La renta per cápita para la localidad era de $15,885. Alrededor del 9.9% de la población estaban por debajo del umbral de pobreza.